# 愛知県信用農業協同組合連合会
愛知県信用農業協同組合連合会（あいちけんしんようのうぎょうきょうどうくみあいれんごうかい）は、愛知県名古屋市中区に本店を置く、愛知県内の農業協同組合（JA）の愛知県本部として信用事業を統括する県域農協系の金融機関であり、県内農業協同組合を会員とする。

## 概要
通称は「JA愛知信連」または「JAバンクあいち」。統一金融機関コードは3022。
主に法人顧客を中心としており、個人取引は殆どない。2008年（平成20年）12月末時点で信連貯金残高5兆円を達成。
全国の県信連及び愛知県内に本店を置く金融機関としては最も大きい貯金量を有する。また、2012年（平成24年）6月末時点で愛知県下JAの貯金残高7兆円を達成している。

## 沿革
- 1912年6月 - 前身の尾三信用組合聯合会設立。
- 1948年8月 - 愛知県信用農業協同組合連合会設立。
- 1952年8月 - 本所事務所を愛知県名古屋市中区南外堀町から同市中区桜町（現在は錦三丁目に地名変更）の愛知県農林会館内移転。
- 1968年12月 - 愛知信協株式会社設立。
- 1973年2月 - 事務センター竣工。
- 1988年10月 - 愛称「JAバンク」を導入。
- 1999年8月 - ジェイエイ愛信ビジネス株式会社設立。
- 2008年6月 - 当組合本店が入居している愛知県農林会館（愛知県名古屋市中区錦三丁目3-8）の建て替えに伴い、愛知県名古屋市東区泉一丁目の仮店舗に移転。
- 2008年12月 - 預金残高5兆円。
- 2012年1月 - JAあいちビル完成に伴い、本店を移転。

## 店舗所在地
- 本店（店番：030） / 愛知県名古屋市中区錦三丁目3-8 JAあいちビル

## JAバンクハートウォーミングコンサート
団塊世代にJAバンクをアピールすることを目的に企画したもので、毎年1月中旬頃に多くの応募の中から抽選で招待をしている。ただし、抽選は地元優先で県外からの応募では当選できない。

## 関連企業
- 愛知信協（株）
- ジェイエイ愛信ビジネス（株）